# Batrina (Újkapela)
Batrina falu Horvátországban, Bród-Szávamente megyében. Közigazgatásilag Újkapelához tartozik.

## Fekvése
Bródtól légvonalban 28, közúton 31 km-re nyugatra, Pozsegától légvonalban 17, közúton 21 km-re délre, községközpontjától 1 km-re délkeletre, Nyugat-Szlavóniában, az Újgardiskát Bróddal összekötő főút mentén fekszik.

## Története
Batrina területe már a középkorban is lakott volt. A birtok neve „Remunt” volt, mely név fennmaradt a „Rinovica” pataknévben, ahogyan régen a falu mellett folyó Orljavica-patakot hívták. 1698-ban a kamarai összeírásban „Batrina” néven hajdútelepülésként szerepel a török uralom alól felszabadított szlavóniai települések között. 1730-ban 30 háza és egy kápolnája volt. 1746-ban a faluban 37 ház és a Szent Antal kápolna állt itt. 1758-ban említik a kápolna Szent Antal és Segítő Szűzanya képeit. A falu lakói azonban nem ide, hanem a szomszédos Seoci kápolnája körüli temetőbe temetkeztek. 1760-ban 39 házat, 61 családot és 318 lakost számláltak. 1769-ben 36 háza, 64 családja és 345 lakosa volt.
Az első katonai felmérés térképén „Batrina” néven található. A gradiskai ezredhez tartozott. Lipszky János 1808-ban Budán kiadott repertóriumában „Batrina” néven szerepel. Nagy Lajos 1829-ben kiadott művében „Batrina” néven 72 házzal, 366 katolikus vallású lakossal találjuk. A katonai közigazgatás megszüntetése után 1871-ben Pozsega vármegyéhez csatolták.
A településnek 1857-ben 364, 1910-ben 791 lakosa volt. Az 1910-es népszámlálás szerint lakosságának 90%-a horvát, 4%-a magyar, 2-2%-a szerb és cseh anyanyelvű volt. Pozsega vármegye Újgradiskai járásának része volt. Az első világháború után 1918-ban az új szerb-horvát-szlovén állam, majd később (1929-ben) Jugoszlávia része lett. A település 1991-től a független Horvátországhoz tartozik. 1991-ben lakosságának 95%-a horvát nemzetiségű volt. 2011-ben 1005 lakosa volt.

## Lakossága
| Lakosság változása | Lakosság változása | Lakosság változása | Lakosság változása | Lakosság változása | Lakosság változása | Lakosság változása | Lakosság változása | Lakosság változása | Lakosság változása | Lakosság változása | Lakosság változása | Lakosság változása | Lakosság változása | Lakosság változása | Lakosság változása |
| ------------------ | ------------------ | ------------------ | ------------------ | ------------------ | ------------------ | ------------------ | ------------------ | ------------------ | ------------------ | ------------------ | ------------------ | ------------------ | ------------------ | ------------------ | ------------------ |
| 1857               | 1869               | 1880               | 1890               | 1900               | 1910               | 1921               | 1931               | 1948               | 1953               | 1961               | 1971               | 1981               | 1991               | 2001               | 2011               |
| 364                | 402                | 392                | 500                | 554                | 791                | 857                | 945                | 1.160              | 1.197              | 1.242              | 1.253              | 1.136              | 1.149              | 1.096              | 1.005              |

## Nevezetességei
Remete Szent Antal tiszteletére szentelt római katolikus kápolnája a 19. század végén, vagy a 20. század elején épült a település közepén. A régi fakápolna a Seoci felé vezető út mellett állt.